# Encephalartos villosus
Encephalartos villosus es una cycadophyta sudafricana de East London, donde se las encuentra cerca de la costa, en la frontera norte de Suazilandia en el que pueden habitar hasta un máximo de 100 km hacia el interior. 

## Descripción
La especie es común en toda su gama y es el más cultivado en el sur de África, en gran parte debido a su precio asequible. Como resultado de su amplia distribución geográfica, es especialmente variable en la hoja y la forma de cono.
Un gran tronco subterráneo da resultado de que la planta sea muy visible, de modo que se describe como una especie enana. El hábitat preferido de esta especie debe estar libre de heladas.
Se hibrida fácilmente con Encephalartos altensteinii en la Provincia Oriental del Cabo y con  Encephalartos lebomboensis en el área de Pongola.

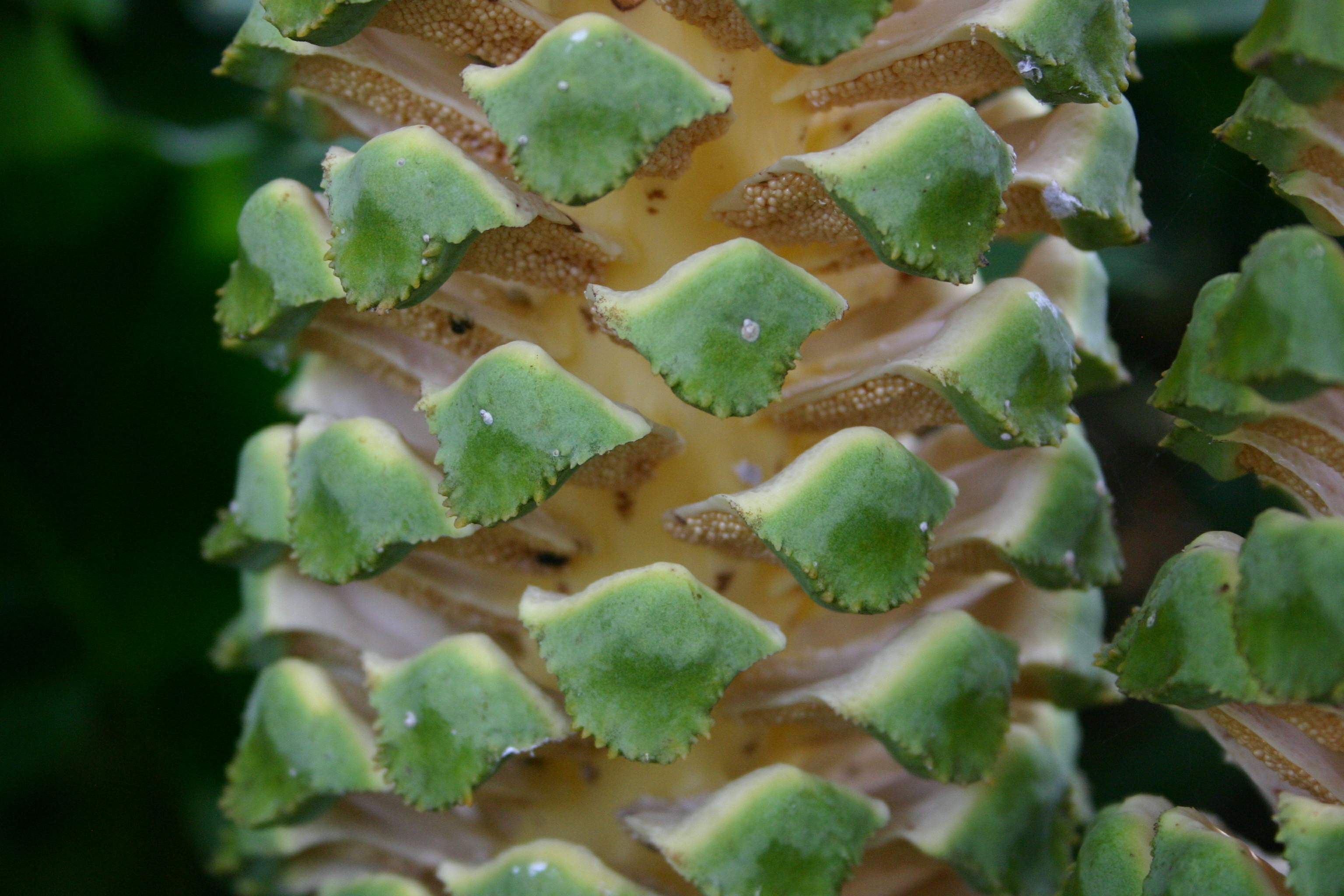
Un Encephalartos villosus macho.

La corona se compone normalmente de brácteas densas grises de pelo lanudo (villosus = peludo). Como ocurre con todas las cícadas esta especie es dioica. Plantas macho pueden llevar hasta 15 conos, mientras que sólo uno o dos se producen en las hembras. Las semillas, incrustadas en la carne de color rojo brillante son comidas y distribuidas por el lourie de cresta morada (Tauraco porphyreolophus) y por el cálao trompetero (Ceratogymna bucinator).

## Taxonomía
Encephalartos villosus fue descrita por (Jacq.) Lehm. y publicado en L'illustration horticole , Misc.69, t.577. 1868.